# Folkunger
Folkunger (schwed. Folkungar) war im Schweden des 13. Jahrhunderts eine Gruppe oder eine Partei, die in der Eriks-Chronik (Erikskrönikan) Folkunger-Rotte (Folkunga-rote) genannt wurde. Seit dem 17. Jahrhundert war es die Bezeichnung des Königsgeschlechtes. Der Ursprung des Namens ist nicht bekannt.
Im Mittelalter gab es eine Gruppe lokaler Machthaber im Wesentlichen aus Uppland und in gewissem Umfang auch aus Västergötland, deren Anhänger im ganzen schwedischen Reich verstreut waren, auch in Östergötland. Es waren die Nachkommen des ältesten Sohnes von Folke dem Dicken, Birger Brosa. Diese lokalen Machthaber schlossen sich unter Sverker II. gegen die Königsmacht zusammen. Es kam zu einem Aufstand, der von einem Jarl (Herzog) Folke angeführt wurde. Er verlor 1210 die Schlacht bei Gestilren und wurde getötet. Nach Adolfsson übernahm die Allianz der mächtigen Familien der besiegten Aufständischen den Namen ihres gefallenen Heerführers und nannten sich fortan „Folkunger“.
In einem Aufstand 1229 besiegten die Folkunger König Erik Eriksson, der nach Dänemark floh. An seiner Stelle wurde Knut Långe zum König gewählt.
Dieser Jarl Folke wurde auf sehr unsicherer Grundlage als Bewohner Östergötlands und Verwandter von Birger Jarl identifiziert, der später die Folkunger in den Schlachten bei Sparresäter (1247) und Herrevadsbro (1251) zerschlagen sollte. In Wirklichkeit hatten Birger Jarl und die Folkunger wenig miteinander zu tun. Vielmehr handelt es sich um ein sehr spätes Missverständnis, dass sich in älteren Geschichtswerken bildete und sich dort und auch in genealogischen Arbeiten hartnäckig gehalten hat.
Birger Jarl war kein Folkunger, sondern war Mitglied des Bjälbo-Geschlechts. Die aufrührerischen Folkunger repräsentierten das Alte, Birger war einer der neuen Mächtigen, die eine starke Königsmacht und eine starke Kirche für notwendig hielten. Aber beide stammten letztlich von Folke dem Dicken ab, die Folkunger vom älteren Sohn Birger Brosa, das Bjälbo-Geschlecht vom jüngeren Sohn Magnus Minnesköld.